# Persone di nome Nicolas
| Questa pagina contiene informazioni ricavate automaticamente dalle voci biografiche con l'ausilio del template Bio e di un bot. L'aggiornamento è periodico e automatico e ricostruisce completamente la pagina. Se manca una persona in questa lista, sei pregato di non aggiungerla, ma accertati piuttosto che la sua voce biografica contenga il template Bio e che i dati anagrafici siano correttamente compilati. Se il template Bio manca, inseriscilo tu stesso o, in alternativa, metti l'avviso {{tmp\|Bio}} che ne segnala la mancanza. Se i dati riportati sono sbagliati, correggi direttamente la voce biografica; le modifiche saranno visibili in questa lista entro pochi giorni. Per chiarimenti vedi il progetto antroponimi. La lista contiene solo le 419 persone che sono citate nell'enciclopedia e per le quali è stato implementato correttamente il template Bio. Pagina aggiornata al 6 ago 2025. |

Questa è una lista di persone presenti nell'enciclopedia che hanno il nome Nicolas, suddivise per attività principale.

## Allenatori di calcio(5)
- Nicolas Chabot, allenatore di calcio francese (Rezé, n. 1994)
- Nicolas Dupuis, allenatore di calcio, dirigente sportivo e ex calciatore francese (Moulins, n. 1968)
- Nicolas Huysman, allenatore di calcio e ex calciatore francese (Dunkerque, n. 1968)
- Nicolas Lombaerts, allenatore di calcio e ex calciatore belga (Brugge, n. 1985)
- Nicolas Seube, allenatore di calcio e ex calciatore francese (Tolosa, n. 1979)

## Allenatori di sci alpino(1)
- Nicolas Burtin, allenatore di sci alpino e ex sciatore alpino francese (Bonneville, n. 1972)

## Allenatori di tennis(1)
- Nicolas Escudé, allenatore di tennis e ex tennista francese (Chartres, n. 1976)

## Ammiragli(1)
- Nicolas Durand de Villegaignon, ammiraglio francese (Villegaignon, n. 1510 - Beauvais, † 1571)

## Arbitri di calcio(2)
- Nicolas Laforge, arbitro di calcio belga (n. 1986)
- Nick Walsh, arbitro di calcio scozzese (n. 1990)

## Archeologi(1)
- Nicolas Bergier, archeologo, storico e avvocato francese (Reims, n. 1567 - Château de Grignon, † 1623)

## Architetti(4)
- Nicolas Le Camus de Mézières, architetto e teorico dell'architettura francese (Parigi, n. 1721 - Parigi, † 1789)
- Nicolas Michelin, architetto e urbanista francese (Neuilly-sur-Seine, n. 1955)
- Nicolas Marie Potain, architetto francese (Parigi, n. 1723 - Choisy-le-Roi, † 1790)
- Nicolas Jacques Antoine Vestier, architetto italiano (Parigi, n. 1765 - Parigi, † 1816)

## Arcivescovi cattolici(3)
- Nicolas Adames, arcivescovo cattolico lussemburghese (Troisvierges, n. 1813 - Lussemburgo, † 1887)
- Nicolas Lhernould, arcivescovo cattolico francese (Courbevoie, n. 1975)
- Nicolas Thévenin, arcivescovo cattolico francese (Saint-Dizier, n. 1958)

## Artigiani(1)
- Nicolas Bion, artigiano francese (n. 1652 - † 1733)

## Artisti(3)
- Nicolas Bataille, artista, artigiano e mercante francese (Parigi)
- Nicolas Karcher, artista fiammingo (Bruxelles - Mantova, † 1562)
- Nicolas Schöffer, artista ungherese (Kalocsa, n. 1912 - Parigi, † 1992)

## Astronomi(1)
- Camille Flammarion, astronomo, editore e divulgatore scientifico francese (Montigny-le-Roi, n. 1842 - Juvisy-sur-Orge, † 1925)

## Attori(18)
- Nicolas Bedos, attore e regista francese (Neuilly-sur-Seine, n. 1979)
- Nicolas Cage, attore e produttore cinematografico statunitense (Long Beach, n. 1964)
- Nicolas Cazalé, attore e modello francese (Pau, n. 1977)
- Nicolas Coster, attore britannico (Londra, n. 1933 - Hallandale Beach, † 2023)
- Nicolas Duvauchelle, attore francese (Parigi, n. 1980)
- Nicolas Giraud, attore e regista francese (Saintes, n. 1978)
- Nicolas König, attore e doppiatore tedesco (Amburgo, n. 1968)
- Nicolas Marié, attore francese (Versailles, n. 1954)
- Nicolas Maupas, attore italiano (Milano, n. 1998)
- Nicolas Maury, attore e regista francese (Saint-Yrieix-la-Perche, n. 1980)
- Nicolas Koretzky, attore, sceneggiatore e regista francese (Tours, n. 1972)
- Nicolas Vaude, attore francese (Parigi, n. 1962)
- Nicolas Rimsky, attore, regista e sceneggiatore russo (Mosca, n. 1886 - Marsiglia, † 1941)
- Nicolas Roudenko, attore francese (Nizza, n. 1909 - Savigny-le-Temple, † 1976)
- Nicolas Scellier, attore francese
- Nick Stahl, attore statunitense (Harlingen, n. 1979)
- Nicolas Vaporidis, attore italiano (Roma, n. 1981)
- Nicolas Vogel, attore francese (VI arrondissement di Parigi, n. 1925 - XIV arrondissement di Parigi, † 2006)

## Avvocati(2)
- Nicolas Chorier, avvocato, scrittore e storico francese (Vienne, n. 1612 - Grenoble, † 1692)
- Léo Melliet, avvocato e politico francese (Lévignac, n. 1843 - Cadillac, † 1909)

## Canoisti(1)
- Nicolas Gestin, canoista francese (Tréméven, n. 2000)

## Canottieri(1)
- Nicolas Castelnovo, canottiere italiano (Lecco, n. 2000)

## Cantanti(1)
- Loco Escrito, cantante colombiano (Medellín, n. 1990)

## Cardinali(5)
- Nicolas de Besse, cardinale e vescovo cattolico francese (Roma, † 1369)
- Nicolas Caignet de Fréauville, cardinale francese (Fréauville, n. 1250 - Avignone, † 1323)
- Nicolas de Nonancour, cardinale francese (Nonancourt - Roma, † 1299)
- Nicolas de Saint-Saturnin, cardinale francese (Saint-Saturnin - Avignone, † 1382)
- Nicolas de Pellevé, cardinale francese (Jouy-sous-Thelle, n. 1515 - Parigi, † 1594)

## Cartografi(3)
- Nicolas Desliens, cartografo francese
- Nicolas Sanson, cartografo francese (Abbeville, n. 1600 - Parigi, † 1667)
- Nicolas de Fer, cartografo, geografo e incisore francese (Parigi, n. 1646 - Parigi, † 1720)

## Cavalieri(1)
- Nicolas Touzaint, cavaliere francese (Angers, n. 1980)

## Cestisti(7)
- Nicolas Batum, cestista francese (Lisieux, n. 1988)
- Nicolas Claxton, cestista americo-verginiano (Greenville, n. 1999)
- Nicolas de Jong, cestista francese (Chambray-lès-Tours, n. 1988)
- Nicolas Lang, cestista francese (Mulhouse, n. 1990)
- Nick Minnerath, cestista statunitense (Truro, n. 1988)
- Nic Moore, ex cestista statunitense (Winona Lake, n. 1992)
- Nicolas Taccoen, ex cestista francese (Dunkerque, n. 1986)

## Chimici(2)
- Nicolas Leblanc, chimico e medico francese (Ivoy-le-Pré, n. 1742 - Parigi, † 1806)
- Nicolas Lémery, chimico e medico francese (Rouen, n. 1645 - Parigi, † 1715)

## Ciclisti su strada(15)
- Nicolas Barone, ciclista su strada francese (Parigi, n. 1931 - Mougins, † 2003)
- Nicolas Dalla Valle, ex ciclista su strada e ex pistard italiano (Cittadella, n. 1997)
- Nicolas Debeaumarché, ciclista su strada francese (Mâcon, n. 1998)
- Nicolas Dougall, ex ciclista su strada sudafricano (Hertfordshire, n. 1992)
- Nicolas Edet, ciclista su strada e ciclocrossista francese (La Ferté-Bernard, n. 1987)
- Nicolas Frantz, ciclista su strada lussemburghese (Mamer, n. 1899 - Lussemburgo, † 1985)
- Nicolas Fritsch, ex ciclista su strada francese (Parigi, n. 1978)
- Nicolas Jalabert, ex ciclista su strada francese (Mazamet, n. 1973)
- Nicolas Marini, ex ciclista su strada italiano (Iseo, n. 1993)
- Nicolas Portal, ciclista su strada e dirigente sportivo francese (Auch, n. 1979 - Andorra la Vella, † 2020)
- Nicolas Prodhomme, ciclista su strada francese (L'Aigle, n. 1997)
- Nicolas Roche, ex ciclista su strada irlandese (Conflans-Sainte-Honorine, n. 1984)
- Nicolas Rousseau, ex ciclista su strada e pistard francese (Château-Renault, n. 1983)
- Nicolas Vinokurov, ciclista su strada kazako (Nizza, n. 2002)
- Nicolas Vogondy, ex ciclista su strada francese (Blois, n. 1977)

## Compositori(15)
- Nicolas Bernier, compositore, clavicembalista e teorico della musica francese (Mantes-la-Jolie, n. 1644 - Parigi, † 1734)
- Nicolas Bochsa, compositore e arpista francese (Montmédy, n. 1789 - Sydney, † 1856)
- Nicolas Champion, compositore fiammingo (Liegi - † 1533)
- Nicolas Dalayrac, compositore francese (Muret, n. 1753 - Parigi, † 1809)
- Nicolas Flagello, compositore e direttore d'orchestra statunitense (New York, n. 1928 - New Rochelle, † 1994)
- Nicolas Gigault, compositore e organista francese (Parigi, † 1707)
- Nicolas Gombert, compositore fiammingo (La Gorgue - Tournai)
- Nicolas Grenon, compositore francese († 1456)
- Nicolas Isouard, compositore francese (Żebbuġ, n. 1775 - Parigi, † 1818)
- Nicolas Jarry, compositore francese
- Nicolas Métru, compositore e organista francese
- Nicolas Nabokov, compositore e scrittore russo (Lubcza, n. 1903 - † 1978)
- Nicolas Siret, compositore, clavicembalista e organista francese (Troyes, n. 1663 - Troyes, † 1754)
- Nicolas Vallet, compositore e liutista francese (Corbeny - Amsterdam)
- Nicolas Zourabichvili, compositore francese (Parigi, n. 1936)

## Critici d'arte(1)
- Nicolas Bourriaud, critico d'arte francese (Niort, n. 1965)

## Cuochi(1)
- Nicolas Spoglianti, cuoco e gastronomo italiano (Faenza, n. 1995)

## Danzatori(1)
- Nicolas Le Riche, ballerino e coreografo francese (Sartrouville, n. 1972)

## Diplomatici(2)
- Nicolas Hommel, diplomatico lussemburghese (Wolwelange, n. 1915 - † 2001)
- Nicolas Rolin, diplomatico e mecenate francese (Autun, n. 1376 - Autun, † 1462)

## Dirigenti sportivi(1)
- Nicolas Anelka, dirigente sportivo, allenatore di calcio e ex calciatore francese (Le Chesnay, n. 1979)

## Disc jockey(1)
- Space Cowboy, disc jockey e musicista francese (Parigi, n. 1975)

## Drammaturghi(1)
- Nicolas Gersin, drammaturgo e librettista francese (Aube, n. 1769 - Chantilly, † 1833)

## Editori(1)
- Nicolas van Aelst, editore fiammingo (Bruxelles)

## Egittologi(1)
- Nicolas Grimal, egittologo francese (Libourne, n. 1948)

## Filosofi(1)
- Nicolas Malebranche, filosofo e scienziato francese (Parigi, n. 1638 - Parigi, † 1715)

## Fisici(1)
- Nicolas Léonard Sadi Carnot, fisico, ingegnere e matematico francese (Parigi, n. 1796 - Parigi, † 1832)

## Genealogisti(1)
- Nicolas Viton de Saint-Allais, genealogista e araldista francese (Langres, n. 1773 - Parigi, † 1842)

## Generali(11)
- Nicolas de Catinat de La Fauconnerie, generale francese (Parigi, n. 1637 - Saint-Gratien, † 1712)
- Nicolas Chalon du Blé d'Uxelless, generale e diplomatico francese (Chalon-sur-Saône, n. 1652 - Parigi, † 1730)
- Nicolas Haxo, generale francese (Étival-Clairefontaine, n. 1749 - † 1794)
- Nicolas Luckner, generale francese (Cham, n. 1722 - Parigi, † 1794)
- Nicolas Joseph Maison, generale francese (Épinay-sur-Seine, n. 1771 - Parigi, † 1840)
- Nicolas de Neufville de Villeroy, generale e nobile francese (Parigi, n. 1598 - Parigi, † 1685)
- Nicolas Charles Oudinot, generale francese (Bar-le-Duc, n. 1767 - Parigi, † 1847)
- Nicolas Charles Victor Oudinot, generale francese (Bar-le-Duc, n. 1791 - Bar-le-Duc, † 1863)
- Nicolas Jean-de-Dieu Soult, generale francese (Saint-Amans-la-Bastide, n. 1769 - Saint-Amans-la-Bastide, † 1851)
- Nicolas Desvaux, generale francese (n. 1810 - † 1884)
- Nicolas de Loverdo, generale francese (Cefalonia, n. 1737 - Parigi, † 1836)

## Geologi(1)
- Nicolas Desmarest, geologo e enciclopedista francese (Soulaines-Dhuys, n. 1725 - Parigi, † 1815)

## Gesuiti(4)
- Nicolas Abram, gesuita, filologo e teologo francese (Xaronval, n. 1589 - Pont-à-Mousson, † 1655)
- Nicolas Caussin, gesuita, scrittore e teologo francese (Troyes, n. 1583 - Parigi, † 1651)
- Nicolas Mahudel, gesuita, archeologo e numismatico francese (Langres, n. 1673 - Parigi, † 1747)
- Nicolas Trigault, gesuita, missionario e letterato belga (Douai, n. 1577 - Hangzhou, † 1628)

## Giocatori di football americano(6)
- Nicolas Cremer, giocatore di football americano francese (Strasburgo)
- Nick Cross, giocatore di football americano statunitense (Bowie, n. 2001)
- Nicolas Khandar, giocatore di football americano francese (Parigi, n. 1993)
- Nicolas Leibundgut, giocatore di football americano svizzero (n. 1993)
- Cole Turner, giocatore di football americano statunitense (Clackamas, n. 2000)
- Nicolas Visser, giocatore di football americano statunitense (San Mateo)

## Giornalisti(1)
- Nicolas Hulot, giornalista, conduttore televisivo e produttore televisivo francese (Lilla, n. 1955)

## Giuristi(2)
- Nicolas Bergeron, giurista e storico francese (Béthisy-Saint-Pierre - † 1584)
- Nicolas Bohier, giurista francese (Montpellier, n. 1469 - Bordeaux, † 1539)

## Golfisti(1)
- Nicolas Colsaerts, golfista belga (Schaerbeek, n. 1982)

## Grammatici(1)
- Nicolas Beauzée, grammatico francese (Verdun, n. 1717 - Parigi, † 1789)

## Hockeisti su ghiaccio(1)
- Nicolas Corbeil, ex hockeista su ghiaccio canadese (Laval, n. 1983)

## Hockeisti su pista(1)
- Nicolas Barbieri, hockeista su pista italiano (Modena, n. 1998)

## Imprenditori(5)
- Nicolas Dufourcq, imprenditore francese (Parigi, n. 1962)
- Nicolas Hayek, imprenditore svizzero (Beirut, n. 1928 - Bienne, † 2010)
- Nicolas Juchereau de Saint-Denis, imprenditore francese (Lande-sur-Eure, n. 1627 - Québec, † 1692)
- Nicolas Magens, imprenditore tedesco (n. 1697 - † 1764)
- Nicolas Puech, imprenditore francese (Neuilly-sur-Seine, n. 1943)

## Incisori(5)
- Nicolas Béatrizet, incisore francese (Lunéville - Roma, † 1577)
- Nicolas de Launay, incisore francese (Parigi, n. 1739 - Parigi, † 1792)
- Nicolas Perelle, incisore e pittore francese (n. 1631 - † 1695)
- Nicolas Perrey, incisore e pittore francese (Salins-les-Bains, n. 1596 - Napoli, † 1661)
- Nicolas Pitau, incisore fiammingo (Anversa, n. 1632 - Parigi, † 1671)

## Ingegneri(2)
- François Blondel, ingegnere e matematico francese (n. 1618 - † 1686)
- Nicolas Céard, ingegnere francese (Saint-Martin-d'Arconville, n. 1745 - Herry, † 1821)

## Insegnanti(1)
- Nicolas Chopin, insegnante francese (Marainville-sur-Madon, n. 1771 - Varsavia, † 1844)

## Inventori(3)
- Nicolas Appert, inventore francese (Châlons-en-Champagne, n. 1749 - Massy, † 1841)
- Nicolas Flobert, inventore francese (Parigi, n. 1819 - Gagny, † 1894)
- Nicolas Lebel, inventore francese (Saint-Mihiel, n. 1838 - Vitré, † 1891)

## Linguisti(1)
- Nicolas Ruwet, linguista, semiologo e musicologo belga (Saive, n. 1932 - Parigi, † 2001)

## Liutai(1)
- Nicolas Pierre Tourte, liutaio e archettaio francese (Parigi, † 1764)

## Magistrati(3)
- Nicolas Rémy, magistrato, storico e scrittore francese (Charmes - † 1612)
- Nicolas Rigault, magistrato, bibliotecario e filologo francese (Parigi, n. 1577 - Toul, † 1654)
- Nicolas de Lamoignon de Bâville, magistrato francese (Parigi, n. 1648 - Parigi, † 1724)

## Matematici(4)
- Nicolas Chuquet, matematico francese (Parigi, n. 1445 - Lione, † 1488)
- Nicolas Fatio de Duillier, matematico e astronomo svizzero (Basilea, n. 1664 - Worcester, † 1753)
- Nicolas Guisnée, matematico francese (Parigi, † 1718)
- Nicolas Rashevsky, matematico russo (Černigov, n. 1899 - Holland, † 1972)

## Medaglisti(1)
- Nicolas Briot, medaglista e inventore francese (Damblain, n. 1579 - Londra, † 1646)

## Medici(4)
- Nicolas Andry, medico e letterato francese (Lione, n. 1658 - Parigi, † 1742)
- Nicolas Chambon, medico e politico francese (Limeil-Brévannes, n. 1748 - Parigi, † 1826)
- Nicolas Clément, medico e chimico francese (Digione, n. 1779 - Parigi, † 1842)
- Nicolas de Locques, medico, chimico e alchimista francese

## Mezzofondisti(1)
- Nico Young, mezzofondista statunitense (n. 2002)

## Militari(8)
- Nicolas-Joseph Beaurepaire, militare francese (Coulommiers, n. 1740 - Verdun, † 1792)
- Nicolas Benoit, militare e educatore francese (Roanne, n. 1875 - Nieuwpoort, † 1914)
- Nicolas Changarnier, militare francese (Autun, n. 1793 - Parigi, † 1877)
- Nicolas Chauvin, militare francese
- Nicolas Cotoner, militare spagnolo (Maiorca, n. 1608 - Malta, † 1680)
- Nicolas Pino, militare e politico statunitense (n. 1819 - † 1896)
- Jean Sandherr, militare francese (Mulhouse, n. 1846 - Parigi, † 1897)
- Nicolas Marie Songis des Courbons, militare francese (Troyes, n. 1761 - Parigi, † 1810)

## Modelli(1)
- Nicolas Bemberg, modello francese (Parigi, n. 1987)

## Musicisti(1)
- Nicolas Jaar, musicista e compositore statunitense (New York, n. 1990)

## Navigatori(1)
- Nicolas Vallard, navigatore e cartografo francese (Le Havre)

## Nobili(1)
- Nicolas le Pelley, nobile (n. 1692 - † 1742)

## Nuotatori(4)
- Nicolas D'Oriano, nuotatore francese (La Seyne-sur-Mer, n. 1997)
- Nic Fink, nuotatore statunitense (Houston, n. 1993)
- Nicolas Oliveira, ex nuotatore brasiliano (Belo Horizonte, n. 1987)
- Nicolas Rostoucher, ex nuotatore francese (Colmar, n. 1981)

## Oboisti(1)
- Nicolas Chédeville, oboista e compositore francese (Serez, n. 1705 - Parigi, † 1782)

## Orafi(2)
- Nicolas Besnier, orafo e architetto francese (Parigi, n. 1686 - Parigi, † 1754)
- Nicolas de Verdun, orafo e scultore francese (Verdun, n. 1130 - pressi di Tournai, † 1205)

## Organisti(2)
- Nicolas de Grigny, organista e compositore francese (Reims, n. 1672 - Reims, † 1703)
- Nicolas Séjan, organista, clavicembalista e compositore francese (Parigi, n. 1745 - Parigi, † 1819)

## Orologiai(2)
- Nicolas Gribelin, orologiaio francese (n. 1637 - † 1719)
- Nicolas Rieussec, orologiaio francese (n. 1781 - † 1866)

## Pallanuotisti(1)
- Nicolas Constantin Bicari, pallanuotista canadese (Montréal, n. 1991)

## Pallavolisti(4)
- Nicolas Le Goff, pallavolista francese (Parigi, n. 1992)
- Nicolas Maréchal, pallavolista francese (Sainte-Catherine, n. 1987)
- Nicolas Rossard, pallavolista francese (Nîmes, n. 1990)
- Nicolas Szerszeń, pallavolista francese (Poissy, n. 1996)

## Pattinatori di short track(1)
- Nicolas Bean, ex pattinatore di short track canadese (Ottawa, n. 1987)

## Piloti automobilistici(6)
- Nicolas Hamilton, pilota automobilistico britannico (Stevenage, n. 1992)
- Nico Hülkenberg, pilota automobilistico tedesco (Emmerich am Rhein, n. 1987)
- Nicolas Kiesa, ex pilota automobilistico danese (Copenaghen, n. 1978)
- Nicolas Lapierre, ex pilota automobilistico francese (Thonon-les-Bains, n. 1984)
- Nicolas Minassian, pilota automobilistico francese (Marsiglia, n. 1973)
- Nicolas Prost, pilota automobilistico francese (Saint-Chamond, n. 1981)

## Piloti di rally(3)
- Nicolas Ciamin, pilota di rally francese (Nizza, n. 1998)
- Nicolas Gilsoul, copilota di rally belga (Chênée, n. 1982)
- Nicolas Vouilloz, pilota di rally e ex mountain biker francese (Nizza, n. 1976)

## Pistard(1)
- Nicolas Heinrich, pistard e ciclista su strada tedesco (Zwickau, n. 2001)

## Pittori(22)
- Nicolas Bailly, pittore francese (Parigi, n. 1659 - Parigi, † 1736)
- Nicolas Baudesson, pittore francese (Troyes - Parigi, † 1680)
- Nicolas Bertin, pittore, disegnatore e decoratore francese (Parigi, n. 1667 - Parigi, † 1736)
- Nicolas Guy Brenet, pittore francese (Parigi, n. 1728 - Parigi, † 1792)
- Nicolas Chaperon, pittore e incisore francese (Châteaudun, n. 1612 - Lione, † 1656)
- Nicolas Toussaint Charlet, pittore e incisore francese (Parigi, n. 1792 - Parigi, † 1845)
- Nicolas De Corsi, pittore italiano (Odessa, n. 1882 - Torre del Greco, † 1956)
- Nicolas De Staël, pittore russo (San Pietroburgo, n. 1914 - Antibes, † 1955)
- Nicolas Dipre, pittore francese (Parigi - Parigi, † 1532)
- Nicolas Eekman, pittore olandese (Bruxelles, n. 1889 - Parigi, † 1973)
- Nicolas de Fassin, pittore belga (Liegi, n. 1728 - Liegi, † 1811)
- Nicolas Froment, pittore francese (Uzès - Avignone, † 1486)
- Nicolas Guibal, pittore francese (Lunéville, n. 1725 - Stoccarda, † 1784)
- Nicolas Lafrensen, pittore e miniaturista svedese (Stoccolma, n. 1737 - Stoccolma, † 1807)
- Nicolas Lancret, pittore francese (Parigi, n. 1690 - Parigi, † 1743)
- Nicolas de Largillière, pittore francese (Parigi, n. 1656 - Parigi, † 1746)
- Nicolas Lucidel, pittore fiammingo (Grafschaft Bergen, n. 1527)
- Nicolas Mignard, pittore e incisore francese (Troyes, n. 1606 - Parigi, † 1668)
- Nicolas Poussin, pittore francese (Les Andelys, n. 1594 - Roma, † 1665)
- Nicolas Prévost, pittore francese (Parigi, n. 1604 - Richelieu, † 1670)
- Nicolas Régnier, pittore fiammingo (Maubeuge, n. 1591 - Venezia, † 1667)
- Nicolas Tournier, pittore francese (Montbéliard, n. 1590 - Tolosa)

## Poeti(6)
- Nicolas Boileau, poeta, scrittore e critico letterario francese (Parigi, n. 1636 - Parigi, † 1711)
- Nicolas Bourbon, poeta francese
- Nicolas Brazier, poeta, cantautore e drammaturgo francese (Parigi, n. 1783 - Passy, † 1838)
- Nicolas Grenier, poeta e cantautore francese (n. 1975)
- Nicolas Saboly, poeta e musicista francese (Monteux, n. 1614 - Avignone, † 1675)
- Nicolas Vauquelin Des Yveteaux, poeta francese (La Fresnaye-au-Sauvage, n. 1567 - Parigi, † 1649)

## Polistrumentisti(1)
- Nicolas Godin, polistrumentista francese (Le Chesnay, n. 1969)

## Politici(17)
- Nicolas Alfonsi, politico francese (Cargese, n. 1936 - Ajaccio, † 2020)
- Nicolas Prosper Bauyn d'Angervilliers, politico e nobile francese (Parigi, n. 1675 - Parigi, † 1740)
- Nicolas Bay, politico francese (Saint-Germain-en-Laye, n. 1977)
- Nicolas Brûlart de Sillery, politico e nobile francese (Parigi, n. 1544 - Sillery, † 1624)
- Nicolas Dupont-Aignan, politico francese (Parigi, n. 1961)
- Nicolas Faret, politico, scrittore e poeta francese (Bourg-en-Bresse - Parigi, † 1646)
- Nicolas Fouquet, politico francese (Parigi, n. 1615 - Pinerolo, † 1680)
- Nicolas Glasson, politico e giudice svizzero (Bulle, n. 1817 - Friburgo, † 1864)
- Nicolas Grunitzky, politico togolese (Atakpamé, n. 1913 - Parigi, † 1969)
- Nicolas Mosar, politico e diplomatico lussemburghese (Lussemburgo, n. 1927 - Lussemburgo, † 2004)
- Nicolas de Neufville de Villeroy, politico e nobile francese (Parigi, n. 1543 - Rouen, † 1617)
- Nicolas Marie Quinette, politico francese (Parigi, n. 1762 - Bruxelles, † 1821)
- Nicolas Ravot d'Ombreval, politico e magistrato francese (Parigi, n. 1680 - Parigi, † 1729)
- Nicolas Schmit, politico lussemburghese (Differdange, n. 1953)
- Nicolas Sarkozy, politico e avvocato francese (Parigi, n. 1955)
- Van Taylor, politico e militare statunitense (Dallas, n. 1972)
- Nicolas Tiangaye, politico centrafricano (Bocaranga, n. 1956)

## Predicatori(1)
- Nicolas Storch, predicatore tedesco (Zwickau - Monaco, † 1536)

## Presbiteri(5)
- Nicolas Colladon, presbitero francese (Bourges - Losanna, † 1586)
- Nicolas Deschamps, presbitero e saggista francese (Villefranche-sur-Saône, n. 1797 - Aix-en-Provence, † 1873)
- Nicolas Gédoyn, presbitero, traduttore e critico letterario francese (Orléans, n. 1677 - Beaugency, † 1744)
- Nicolas Roland, presbitero francese (Reims, n. 1642 - Reims, † 1678)
- Nicolas Savouret, prete francese (Jonvelle, n. 1733 - † 1794)

## Procuratori sportivi(1)
- Nicolas Todt, procuratore sportivo e imprenditore francese (Le Chesnay, n. 1977)

## Produttori cinematografici(1)
- Nicolas Saada, produttore cinematografico, sceneggiatore e critico cinematografico francese (Parigi, n. 1965)

## Produttori discografici(1)
- Nick Launay, produttore discografico e compositore britannico (Londra, n. 1960)

## Rapper(2)
- Egreen, rapper italiano (Bogotà, n. 1984)
- Seth Gueko, rapper francese (Saint-Ouen-l'Aumône, n. 1980)

## Registi(8)
- Alan Barillaro, regista, animatore e sceneggiatore canadese
- Nicolas Benamou, regista, sceneggiatore e produttore cinematografico francese
- Nicolas Gessner, regista e sceneggiatore ungherese (Budapest, n. 1931 - Caen, † 2023)
- Nick Gomez, regista statunitense (Somerville, n. 1963)
- Nicolas Pariser, regista e sceneggiatore francese (Parigi, n. 1974)
- Nicolas Philibert, regista francese (Nancy, n. 1951)
- Nicolas Roeg, regista e direttore della fotografia britannico (Londra, n. 1928 - Londra, † 2018)
- Nicolas Winding Refn, regista, sceneggiatore e produttore cinematografico danese (Copenaghen, n. 1970)

## Religiosi(2)
- Nicolas Audet, religioso cipriota (Cipro, n. 1481 - † 1562)
- Nicolas Barré, religioso francese (Amiens, n. 1621 - Parigi, † 1686)

## Rugbisti a 13(1)
- Nick Zisti, ex rugbista a 13 e ex rugbista a 15 australiano (Sydney, n. 1972)

## Rugbisti a 15(4)
- Nick Abendanon, ex rugbista a 15 e allenatore di rugby a 15 olandese (Johannesburg, n. 1986)
- Nicolas Brusque, ex rugbista a 15 francese (Pau, n. 1976)
- Nicolas Mas, rugbista a 15 francese (Perpignano, n. 1980)
- Nicolas Meeùs, rugbista a 15 belga (Bruxelles, n. 1986)

## Saltatori con gli sci(1)
- Nicolas Dessum, ex saltatore con gli sci francese (Lione, n. 1977)

## Scacchisti(2)
- Nicolas Checa, scacchista statunitense (Dobbs Ferry, n. 2001)
- Nicolas Rossolimo, scacchista statunitense (Kiev, n. 1910 - New York, † 1975)

## Sceneggiatori(2)
- Nicolas Boukhrief, sceneggiatore e regista francese (Antibes, n. 1963)
- Nicolas Cuche, sceneggiatore, regista e attore francese (Lione, n. 1962)

## Schermidori(5)
- Nicolas Beaudan, ex schermidore francese (n. 1975)
- Nicolas Limbach, schermidore tedesco (Eupen, n. 1985)
- Nicolas Lopez, schermidore francese (Tarbes, n. 1980)
- Nicolas Mayer, schermidore canadese (n. 1984)
- Nicolas Teisseire, schermidore canadese (n. 1986)

## Sciatori alpini(2)
- Nicolas Thoule, ex sciatore alpino francese (Évian-les-Bains, n. 1990)
- Nicolas Zoll, ex sciatore alpino francese (n. 1971)

## Sciatori freestyle(3)
- Nicolas Gygax, sciatore freestyle svizzero (Zurigo, n. 1996)
- Nicolas Lussnig, sciatore freestyle e ex sciatore alpino austriaco (n. 2001)
- Nicolas Raffort, sciatore freestyle e ex sciatore alpino francese (Sallanches, n. 1991)

## Scrittori(9)
- Nicolas Born, scrittore e poeta tedesco (Duisburg, n. 1937 - Lüchow-Dannenberg, † 1979)
- Nicolas Bouvier, scrittore e giornalista svizzero (Grand-Lancy, n. 1929 - Ginevra, † 1998)
- Nicolas Cavaillès, scrittore e traduttore francese (Saint-Jean-sur-Veyle, n. 1981)
- Nicolas d'Estienne d'Orves, scrittore e giornalista francese (Neuilly-sur-Seine, n. 1974)
- Nicolas Flamel, scrittore e alchimista francese (Pontoise, n. 1330 - Parigi, † 1418)
- Nicolas Genka, scrittore francese (Quimper, n. 1937 - Nogent-sur-Marne, † 2009)
- Nicolas Mathieu, scrittore francese (Épinal, n. 1978)
- Nicolas Ponce, scrittore, disegnatore e incisore francese (Parigi, n. 1746 - Parigi, † 1831)
- Nicolas Vanier, scrittore e regista francese (n. 1962)

## Scultori(4)
- Nicolas Bachelier, scultore, architetto e orafo francese (Arras, n. 1487 - Tolosa, † 1556)
- Nicolas Cordier, scultore francese (Saint-Mihiel - Roma, † 1612)
- Nicolas Coustou, scultore francese (Lione, n. 1658 - Parigi, † 1733)
- Nicolas Guillain, scultore francese (Cambrai, n. 1550 - Parigi, † 1639)

## Snowboarder(2)
- Nicolas Huber, snowboarder svizzero (Zurigo, n. 1995)
- Nicolas Laframboise, snowboarder canadese (Saint-Jean-sur-Richelieu, n. 2000)

## Sollevatori(1)
- Nic Scheitler, sollevatore lussemburghese (Niederkorn, n. 1910 - Niederkorn, † 1999)

## Stilisti(1)
- Nicolas Ghesquière, stilista francese (Comines, n. 1971)

## Storici(3)
- Abraham Nicolas Amelot de la Houssaye, storico francese (Orléans, n. 1634 - Parigi, † 1706)
- Nicolas Fréret, storico e linguista francese (Parigi, n. 1688 - † 1749)
- Nicolas Werth, storico francese (Parigi, n. 1950)

## Tennisti(6)
- Nicolas Coutelot, ex tennista francese (Garches, n. 1977)
- Nicolas Devilder, ex tennista francese (Dax, n. 1980)
- Nicolás Kicker, tennista argentino (Merlo, n. 1992)
- Nicolas Kiefer, ex tennista tedesco (Holzminden, n. 1977)
- Nicolas Mahut, tennista francese (Angers, n. 1982)
- Nicolas Moreno de Alboran, tennista statunitense (New York, n. 1997)

## Teologi(4)
- Nicolas Baudeau, teologo, economista e giornalista francese (Amboise, n. 1730 - Parigi, † 1792)
- Nicolas Eymerich, teologo e religioso spagnolo (Gerona, n. 1320 - Gerona, † 1399)
- Nicolas de Gonesse, teologo e letterato francese (Laon, n. 1364)
- Nicolas Perrault, teologo francese (Parigi, n. 1624 - † 1662)

## Tipografi(1)
- Nicolas Jenson, tipografo francese (Sommevoire - Venezia, † 1480)

## Tiratori a segno(1)
- Achille Paroche, tiratore a segno francese (Sery, n. 1868 - Signy-l'Abbaye, † 1933)

## Traduttori(1)
- Nicolas Perrot d'Ablancourt, traduttore e scrittore francese (Châlons-en-Champagne, n. 1606 - Parigi, † 1664)

## Trombettisti(1)
- Nicolas Folmer, trombettista, compositore e direttore d'orchestra francese (Albertville, n. 1976)

## Velisti(2)
- Nicolas Charbonnier, velista francese (Roubaix, n. 1981)
- Nicolas Hénard, ex velista francese (n. 1964)

## Vescovi cattolici(3)
- Nicolas Brouwet, vescovo cattolico francese (Suresnes, n. 1962)
- Nicolas Coeffeteau, vescovo cattolico, teologo e storico francese (Saint-Calais, n. 1574 - Parigi, † 1623)
- Nicolas Huỳnh Văn Nghi, vescovo cattolico vietnamita (Ho Chi Minh, n. 1927 - Phan Thiết, † 2015)

## Violinisti(1)
- Nicolas Capron, violinista e compositore francese (n. 1740 - Parigi, † 1784)

## Wrestler(1)
- Evil Uno, wrestler canadese (Gatineau, n. 1987)

## Senza attività specificata(4)
- Nicolas Berthelot, ex tiratore a segno francese (Parigi, n. 1964)
- Nicolas Fontaine, ex sciatore freestyle canadese (Magog, n. 1970)
- Nicolas de Lorgne, francese (Francia - Palestina, † 1284)
- Nicolas Léonard Tourte, archettaio francese (Parigi, n. 1746 - Parigi)